# Bad Salzungen
Bad Salzungen (bis 1923 Salzungen) ist die Kreisstadt des Wartburgkreises in Thüringen. Die 775 erstmals urkundlich erwähnte Stadt ist seit Anfang 2009 staatlich anerkanntes Sole-Heilbad.

## Geographie
Bad Salzungen liegt südlich von Eisenach im Westen Thüringens am Mittellauf der Werra, zwischen dem Thüringer Wald im Norden und der Rhön im Süden. Bad Salzungen ist umgeben von einem bewaldeten Hügel- und Bergland mit überwiegend landwirtschaftlich genutzten Tälern und Ebenen.

### Stadtgliederung

Stadtgliederung

Kernstadt der Gemeinde ist die Kleinstadt Bad Salzungen mit ca. 15.000 Einwohnern. Neben der Kernstadt besteht die Stadt aus den Ortsteilen Dorf Allendorf, Kloster, Wildprechtroda, Kaltenborn, Langenfeld, Hohleborn, Tiefenort, Oberrohn, Unterrohn, Dönges, Hämbach, Frauensee, Ettenhausen an der Suhl, Etterwinden, Gräfen-Nitzendorf, Gumpelstadt, Kupfersuhl, Möhra, Waldfisch und Witzelroda. Zum Ortsteil Kaltenborn gehören die Sorghöfe, zu Frauensee das Dorf Springen sowie die Kleinsiedlungen Knottenhof, Möllersgrund und Schergeshof, zu Oberrohn gehören Hüttenhof und Röhrigshof sowie zu Tiefenort Weißendiez. Zu Ettenhausen gehört die Kleinsiedlung Hetzeberg. Zu Kupfersuhl gehört der Weiler Wackenhof. Zu Witzelroda gehört Neuendorf.

### Nachbargemeinden
Angrenzende Gemeinden sind (im Uhrzeigersinn, beginnend im Süden) Dermbach, Weilar, Leimbach, Krayenberg, Vacha, Werra-Suhl-Tal, Gerstungen, Ruhla, Bad Liebenstein und Barchfeld-Immelborn im Wartburgkreis sowie Breitungen/Werra im Landkreis Schmalkalden-Meiningen.

## Geschichte

### Historischer Überblick

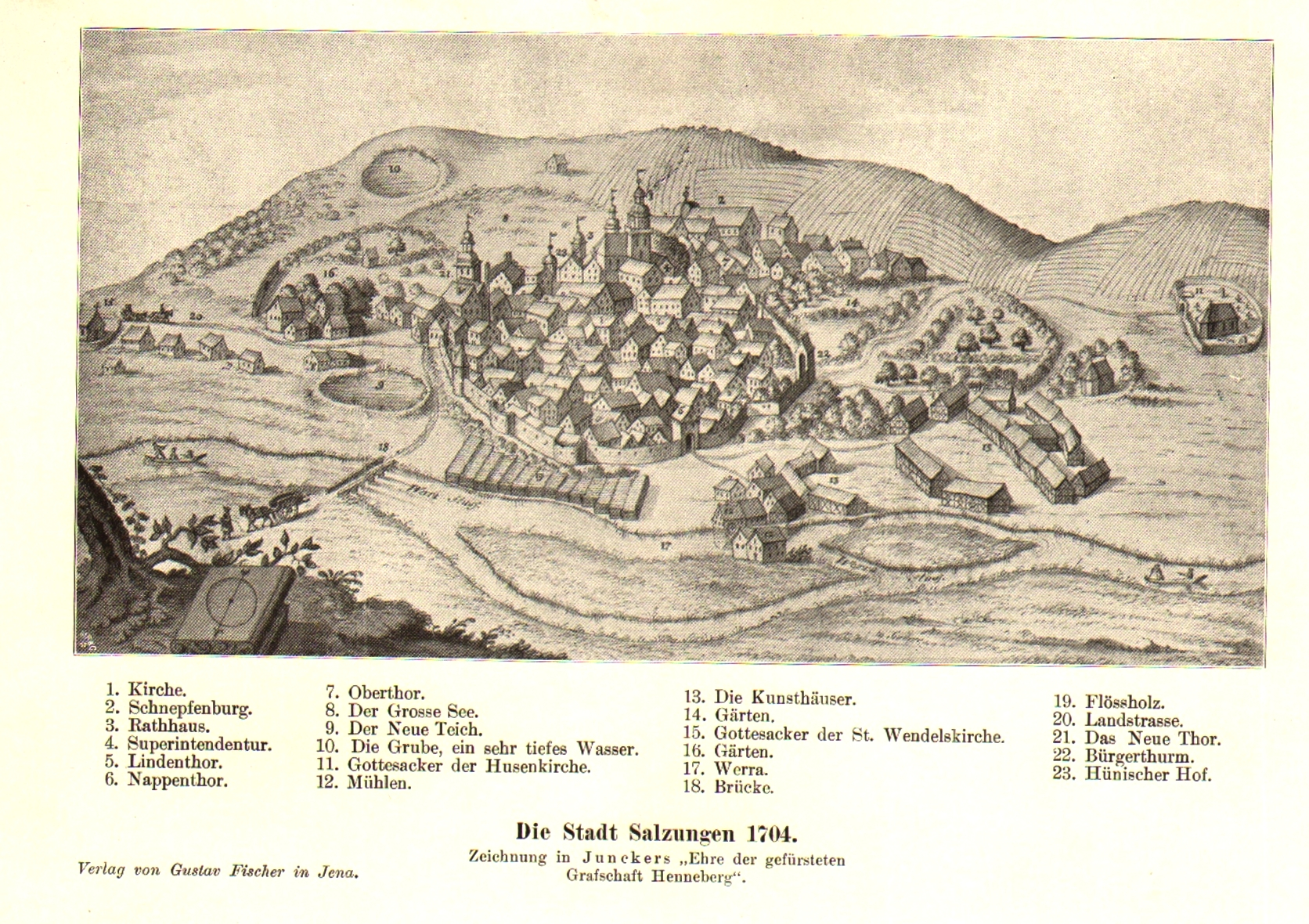
Stadtansicht (1704)

Lange vor der ersten urkundlichen Erwähnung Bad Salzungens siedelten im Werratal und der angrenzenden Rhön Menschen, welche der keltischen Kultur zugeordnet werden können (Leimbacher Gräberfeld). Um Christi Geburt siedelte der rhein-weser-germanische Stamm der Chatten im Raum zwischen Werra und Fulda, sowie weiter in westlicher Richtung. Während der fränkischen Osterweiterungen, zwischen dem 5. und 8. Jahrhundert, wurde auch das im Thüringischen Westergau gelegene Salzungen in ein Netz fränkischer Befestigungsanlagen einbezogen. Mit der fränkischen Ostkolonialisierung setzten auch die schriftlichen Überlieferungen ein.
Am 5. Januar 775 stellte Karl der Große in der Königspfalz Quierzy eine Schenkungsurkunde des Zehnten von seiner Villa Salsunga an das Kloster Hersfeld aus. Dies ist die erste urkundliche Erwähnung des Ortes Salzungen. 841 kam der Ort an das Kloster Fulda. Im frühen 12. Jahrhundert erweiterten die aufstrebenden Grafen von Henneberg ihren Herrschaftsbereich in Südthüringen bis an die mittlere Werra. Der Raum Salzungen war (ost-)fränkische Grenzregion zu Thüringen und Hessen.

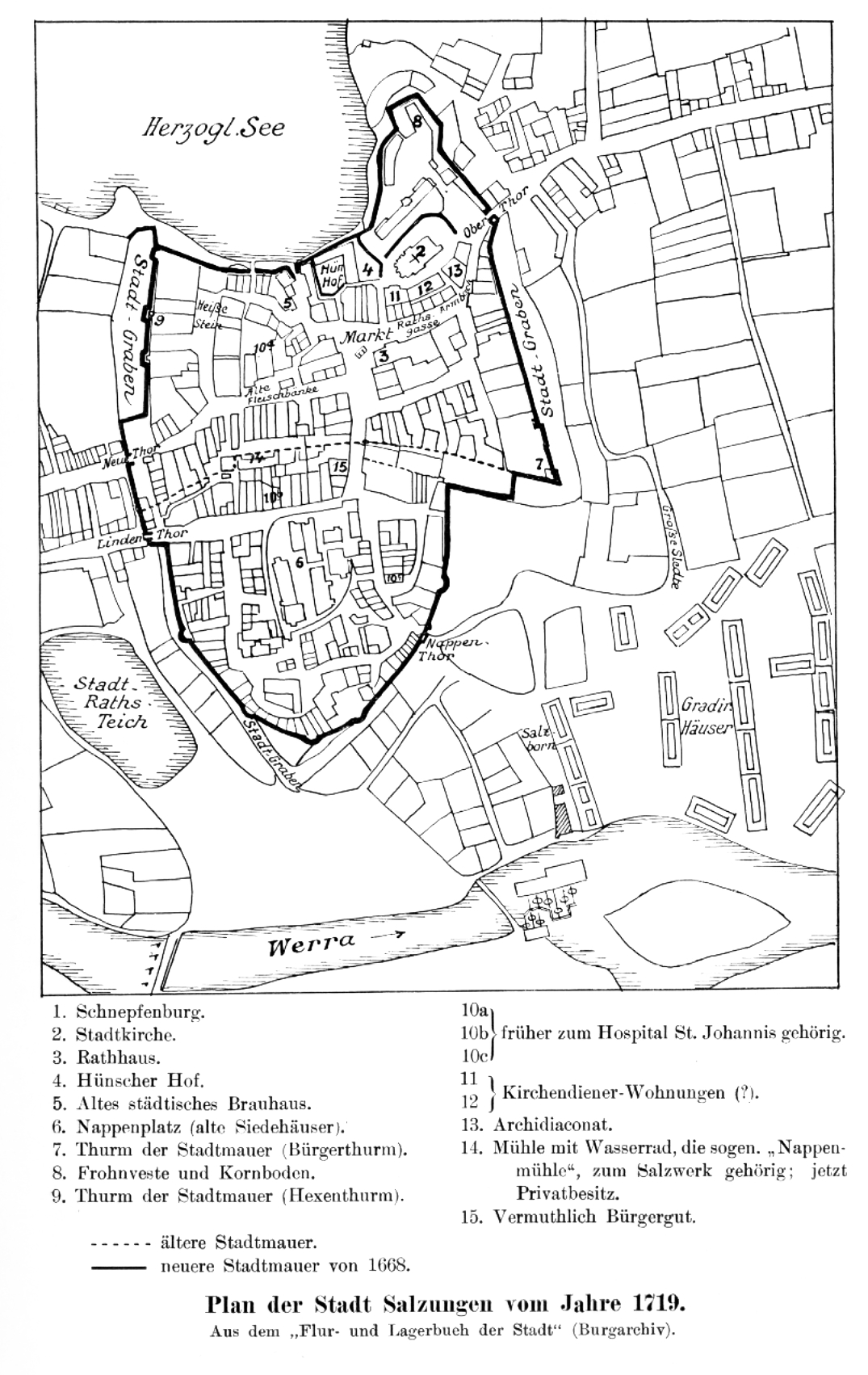
Stadtplan (1719)

Im heutigen Stadtgebiet von Salzungen entwickelten sich um das Jahr 1000 mehrere Siedlungszentren.
Das Machtzentrum der Region bildete die hennebergische Burganlage Frankenstein, ihre Entstehung als Befestigungsanlage zum Schutz der Breitunger Klostergründungen soll im ersten Drittel des 12. Jahrhunderts erfolgt sein. Die Herren von Salzungen veranlassen später die Gründung des Klosters Frauensee und des Klosters Allendorf (Ersterwähnung 1272) zu Füßen ihrer Stammburg, im heutigen Stadtteil Kloster. Durch kriegerische Verwicklungen und Eroberungen entscheidend geschwächt und hoch verschuldet mussten die Frankensteiner im Jahr 1330 ihre Besitzungen veräußern. Diese Machtverschiebung wurde vor allem durch die Wettiner genutzt, die ihr Einflussgebiet in Richtung Rhön auszudehnen suchten. Die seit 1306 als civitas bezeugte Stadt wurde in den folgenden Jahrhunderten realpolitisch als Doppelstadt mit einem hennebergischen und einem sächsischen Verwaltungssitz regiert; die Einkünfte aus dem Salzhandel, aus Zöllen und Gewerbefleiss wurden geteilt. Der Ausbau der Stadt ging rasch voran. Die Stadtbefestigung mit Türmen, Mauern und Wassergraben besaß vier Tore (Nappentor, Obertor, Lindentor und Neues Tor). Mit dem Fund weiterer Salzquellen stiegen das Steuereinkommen, aber auch die Begehrlichkeiten der Nachbarn.
Aus den umliegenden Ortschaften wurde das Salzunger Amt gebildet.  1524 wurde die Reformation eingeführt, ein Jahr später schlossen sich Bürger der Stadt im Bauernkrieg unter massiven Drohungen dem Werrahaufen, einem 8.000 Mann starken Trupp aus dem oberen Werragebiet, an. Während des Dreißigjährigen Krieges wurde Salzungen am 10. Juni 1640 von den Schweden geplündert, im selben Jahr kam die Stadt an Sachsen-Gotha. Von 1680 bis 1918/1920 war Salzungen Teil des Herzogtums Sachsen-Meiningen.
1868 ging das Amt Salzungen im Landkreis Meiningen auf und ist, mit diesem Erbe, auch Teil des historischen Henneberger Landes. Bereits 1858 erhielt Bad Salzungen Anschluss an das Eisenbahnnetz. Dies geschah durch die Werrabahn von Eisenach im Norden nach Coburg und Lichtenfels im Süden.
Mit Beginn der Zeit des Nationalsozialismus antworteten engagierte Bürger auf die politische Verfolgung mit der Bildung von Widerstandsgruppen. Für die mehr als 250 Opfer der Zwangsarbeit wurde 1956 im Rathenau-Park ein Ehrenfriedhof errichtet. Am 4. April 1945 wurde die Stadt von amerikanischen Truppen kampflos besetzt, genau drei Monate später rückte gemäß der alliierten Vereinbarungen die Rote Armee ein.
1950 wurde Bad Salzungen durch eine Gebietsreform in der DDR Kreisstadt des neu gegründeten Kreises Bad Salzungen und nach der Kreisgebietsreform in Thüringen Kreisstadt des Wartburgkreises.
Zur 1250-Jahr-Feier findet vom 13. Juni bis 22. Juni 2025 eine Festwoche statt.

### Die Salzunger Saline

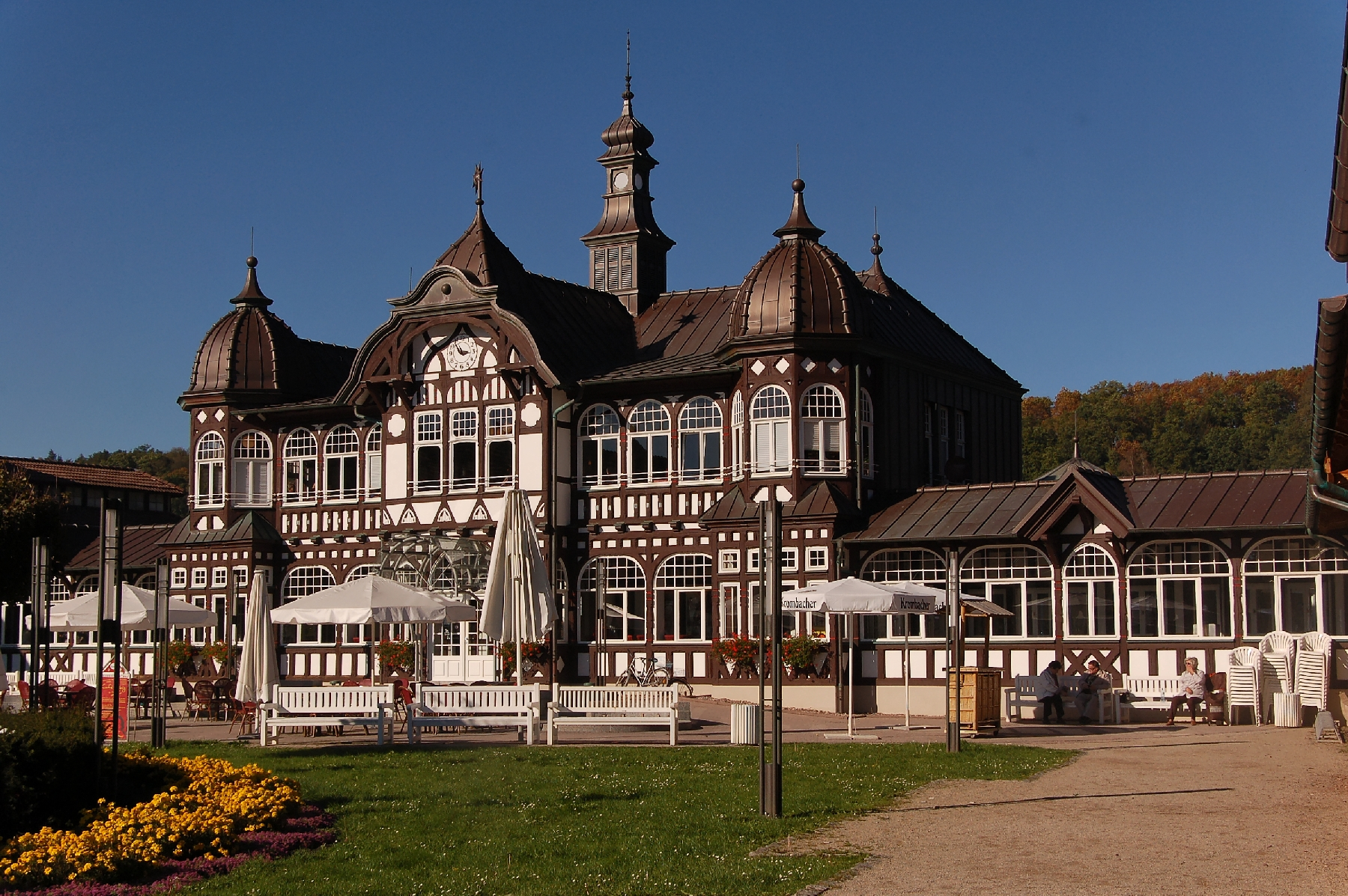
Mittelbau des Gradierwerkes in Bad Salzungen, heute Kurhaus

Bekanntmachung aus dem Salzunger Tageblatt vom 25. Juli 1923

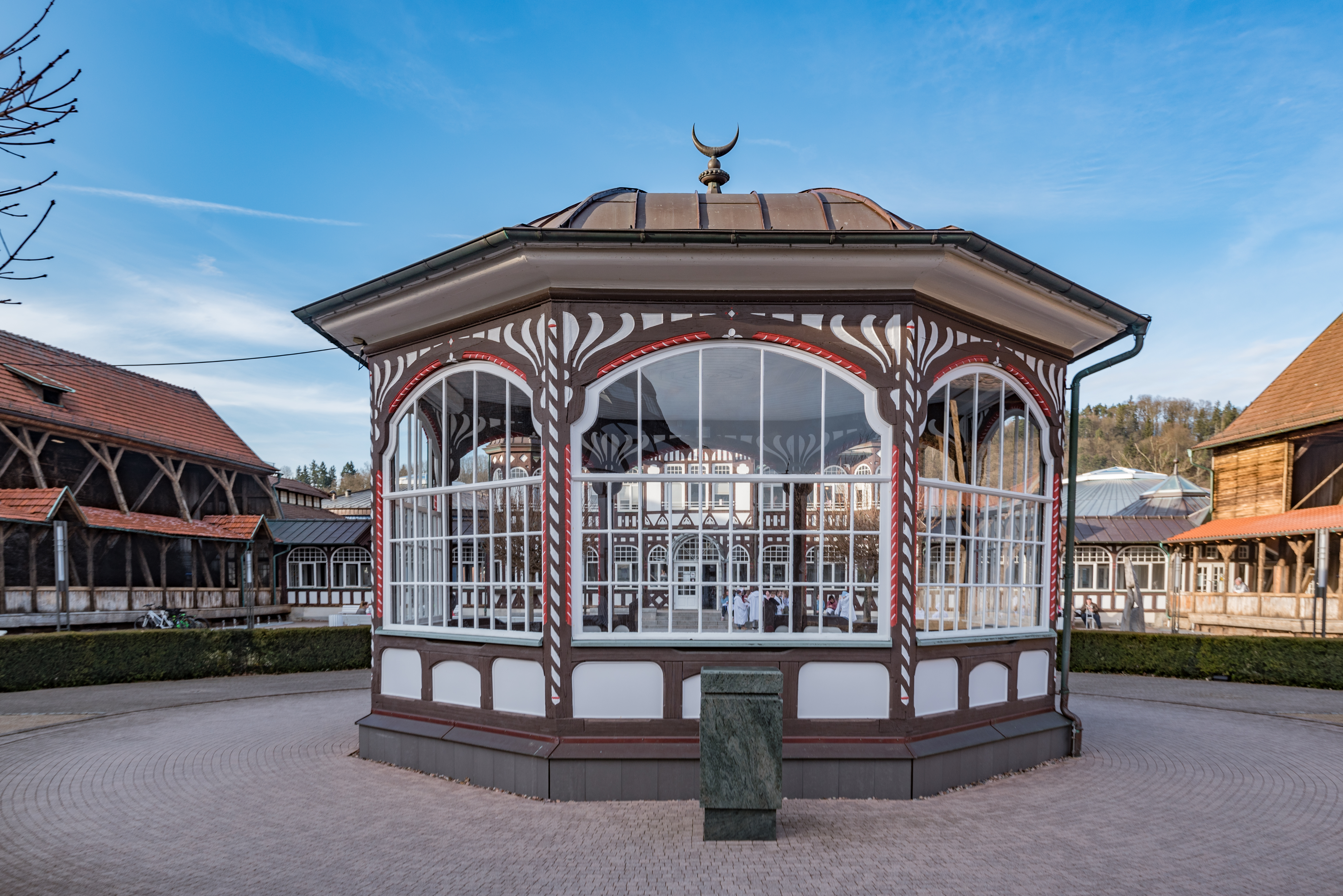
An den Gradierhäusern

Die schon in frühgeschichtlicher Zeit betriebene Salzgewinnung war bereits im 14. Jahrhundert so einträglich, dass es seit 1321 eine privilegierte wohlhabende Pfännerschaft gab. Diese wurde von sogenannten Salzgrafen geleitet, die jährlich gewählt wurden. Seit dem Jahr 1590 wurde zur Salzgewinnung das gegenüber den früheren Verfahren deutlich produktivere Gradierverfahren eingesetzt. Bereits im 16. Jahrhundert nutzte man die Salzquellen auch als Heilmittel und nannte diese Stätten Sauerbrunnen. Im 19. Jahrhundert wurde die heilende Wirkung der Sole ausgenutzt. So entstand 1821 das erste Badehaus, woraus sich ein zunehmender Kurbetrieb entwickelte. Im Jahr 1911 verzeichnete die Stadt bereits 5.000 Kurgäste. Am 31. Mai 1923 wurde dann durch das zuständige Thüringer Ministerium dem Antrag der Stadt stattgegeben, den Namen Bad Salzungen zu tragen.

### Religionen

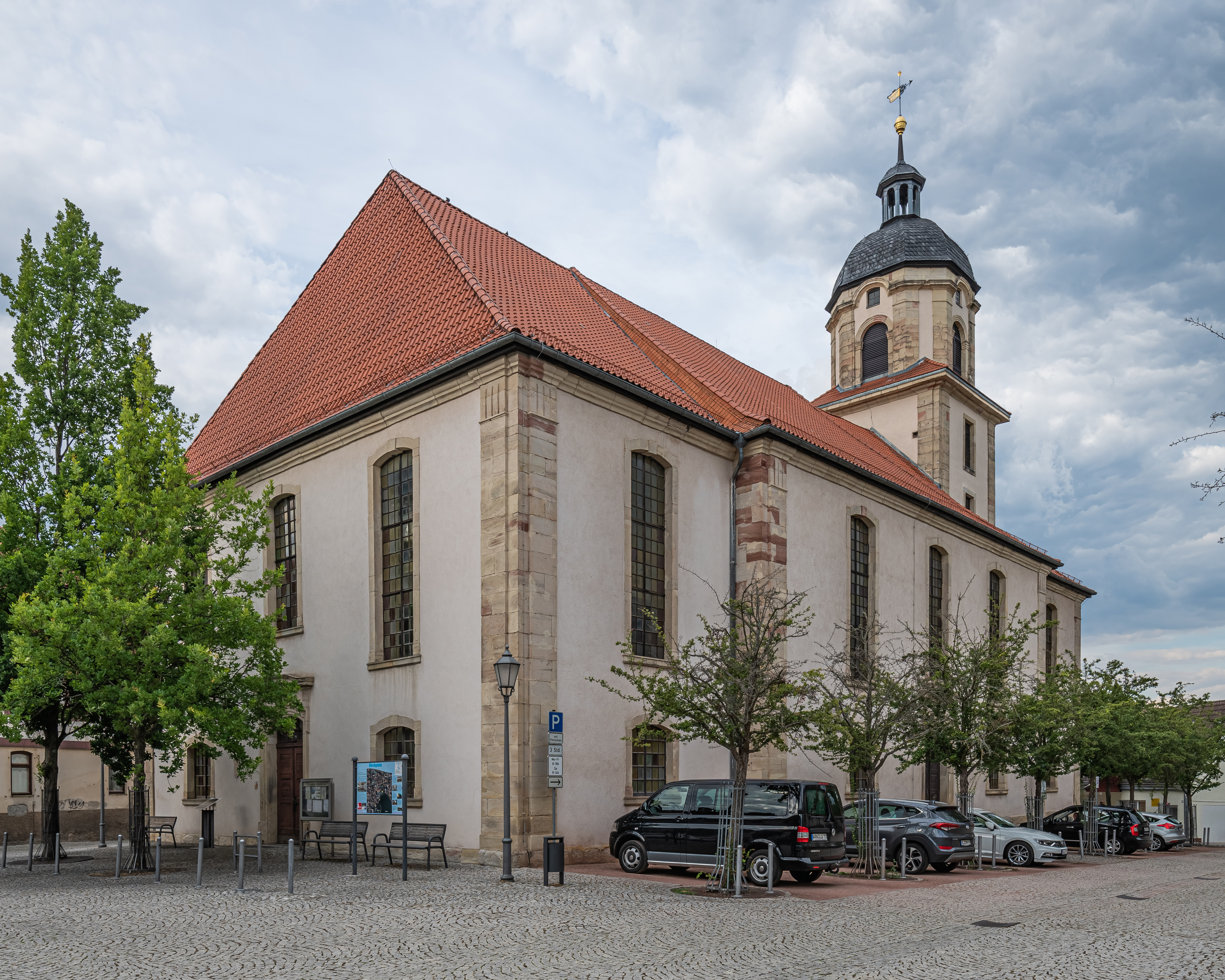
Evangelische Kirche Sankt Simplicius

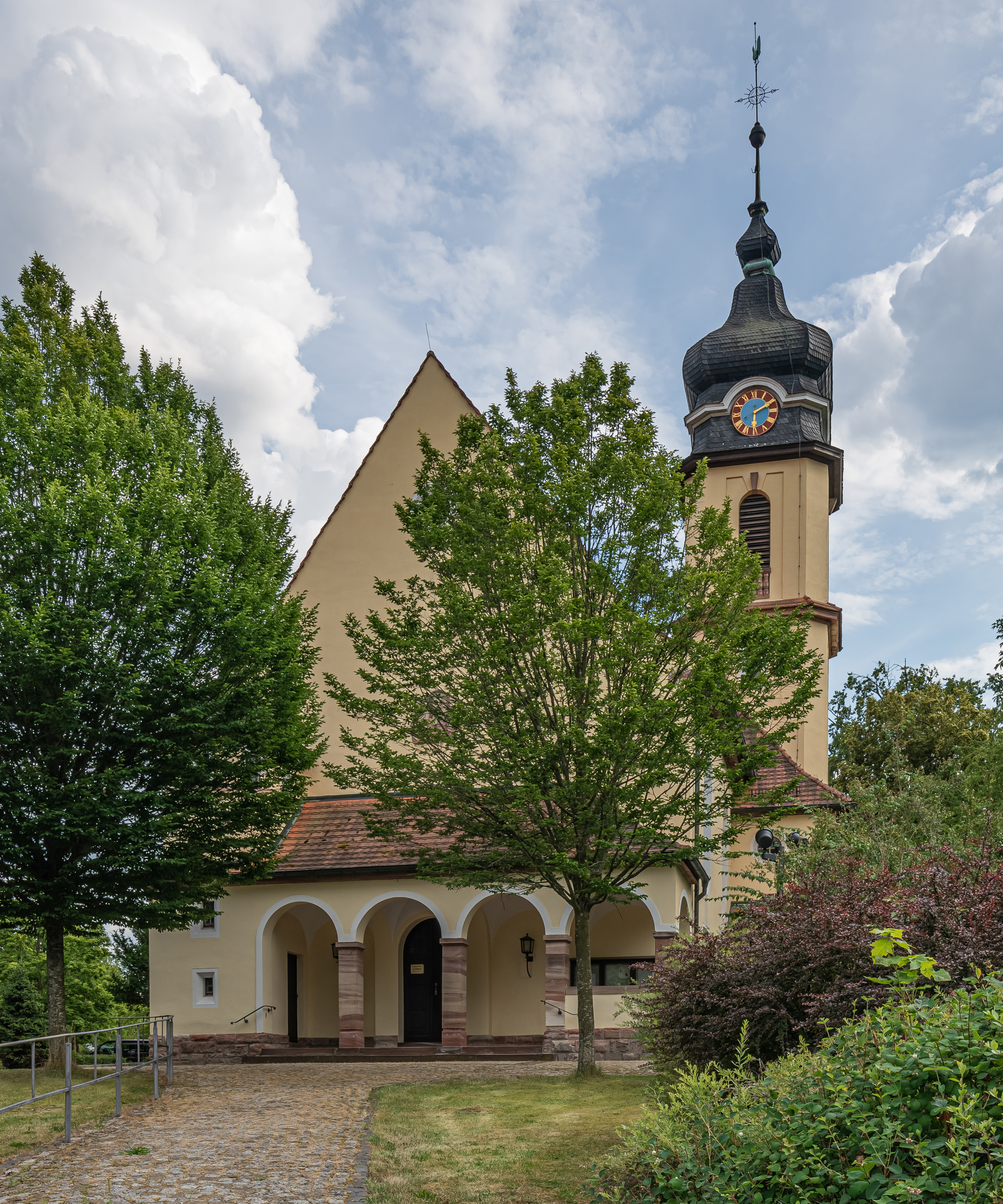
Die katholische St.-Andreas-Kirche

#### Christliche Gemeinden
Die sächsischen Gebiete wurden schon sehr früh reformiert. Im Ortsteil Möhra wohnte Martin Luthers Familie bis kurz vor dessen Geburt.
- Seit der Reformation im 16. Jahrhundert ist das Gebiet um Bad Salzungen mehrheitlich evangelisch-lutherisch. In der Stadt bestehen drei Pfarreien mit insgesamt etwa 3.500 Mitgliedern im Jahr 2000. Bad Salzungen ist Sitz der Superintendentur Salzungen.
- Die 1.500 Mitglieder der katholischen Kirche besitzen als Gemeindezentrum die Pfarrei St. Andreas. Nach dem Zweiten Weltkrieg wuchs die katholische Gemeinde infolge des Zustroms von Flüchtlingen vor allem aus Schlesien stark an. Im Jahre 2008 wurde der Pfarrei St. Andreas Salzungen die Kirche St. Kilian in Bad Liebenstein als Filialkirche angegliedert.
- Weitere Religionsgemeinschaften sind die Neuapostolische Kirche, die Evangelisch-landeskirchliche Gemeinschaft mit 30 Gemeindemitgliedern (seit 1899 in Bad Salzungen) und die Evangelisch-Freikirchliche Gemeinde mit etwa 50 Mitgliedern.[14]

#### Jüdische Gläubige
Eine jüdische Gemeinde gab es in Bad Salzungen nie. Die seit dem 19. Jahrhundert bis Anfang der 1940er Jahre in der Stadt lebenden jüdischen Personen gehörten den jüdischen Gemeinden in Barchfeld bzw. Meiningen an.

### Eingemeindungen
Folgende Gemeinden und Gemarkungen wurden nach Bad Salzungen eingemeindet:
| Datum               | Eingemeindete Orte                                |
| ------------------- | ------------------------------------------------- |
| 16. Jahrhundert (1) | Husen (Wüstung)                                   |
| 1. Juli 1950        | Dorf Allendorf, Kloster Allendorf, Wildprechtroda |
| 1. Januar 1974      | Kaltenborn, Langenfeld und Hohleborn              |
| 6. Juli 2018        | Tiefenort, Frauensee und Ettenhausen an der Suhl  |
| 1. Dezember 2020    | Moorgrund                                         |

### Einwohnerentwicklung
Entwicklung der Einwohnerzahl (ab 1960 31. Dezember):
| 1833 bis 1946 - 1833: 2.804 - 1885: 3.946 - 1890: 4.161 - 1905: 4.874 - 1910: 5.134 - 1925: 6.606 - 1933: 6.283 - 1939: 6.225 - 1946: 7.878 1) | 1950 bis 1999 - 1950: 10.006 2) - 1955: 10.500 - 1960: 10.117 - 1970: 15.623 - 1981: 20.871 - 1984: 21.335 - 1988: 21.585 - 1990: 21.260 - 1994: 19.804 - 1996: 18.686 - 1998: 17.524 | 2000 bis 2010 - 2000: 17.086 - 2001: 16.993 - 2002: 16.868 - 2003: 16.640 - 2004: 16.553 - 2005: 16.504 - 2006: 16.480 - 2007: 16.290 - 2008: 16.008 - 2009: 15.944 - 2010: 15.851 | 2011 bis 2022 - 2011: 15.773 - 2012: 15.631 - 2013: 15.582 - 2014: 15.700 - 2015: 15.763 - 2016: 15.696 - 2017: 15.497 - 2018: 20.244 - 2019: 20.097 - 2020: 23.177 - 2021: 22.976 - 2022: 23.013 | Einwohnerentwicklung von Bad Salzungen von 1833 bis 2017 nach den Tabellendaten |

Datenquelle ab 1994: Thüringer Landesamt für Statistik
1) 29. Oktober
2) 31. August

## Politik

### Stadtrat
Der Stadtrat besteht seit Dezember 2020 aus 30 Mitgliedern. Die Sitze sind nach der Kommunalwahl am 26. Mai 2024 wie folgt verteilt:
| Stadtratswahl Bad Salzungen 2024Wahlbeteiligung: 59,7 % 3020100 29,7 %24,8 %24,5 %8,8 %4,1 %3,1 %2,3 %1,5 %1,2 %keine % FWCDUAfDBSWLinkeSPDBIFDPGrüneSonst.Gewinne und Verlusteim Vergleich zu 2019 %p 12 10 8 6 4 2 0 −2 −4 −6 −8−10−12−14−16−18−16,2 %p+7,3 %p+11,7 %p+8,8 %p−8,7 %p± 0,0 %p+2,3 %p−1,8 %p−1,6 %p−1,7 %pFWCDUAfDBSWLinkeSPDBIFDPGrüneSonst. | Sitzverteilung im Stadtrat Bad Salzungen seit 2024Insgesamt 30 Sitze - Linke: 1 - BSW: 3 - SPD: 1 - BI: 1 - FW: 9 - FDP: 1 - CDU: 7 - AfD: 7 |

### Bürgermeister
Bürgermeister der Stadt Bad Salzungen ist seit dem 1. Juli 2006 Klaus Bohl (Freie Wähler Bad Salzungen e. V.).

### Wappen

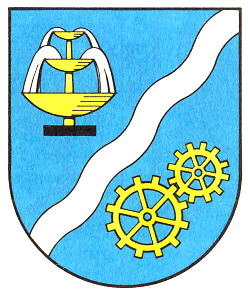
Stadtwappen von 1949 bis 1991

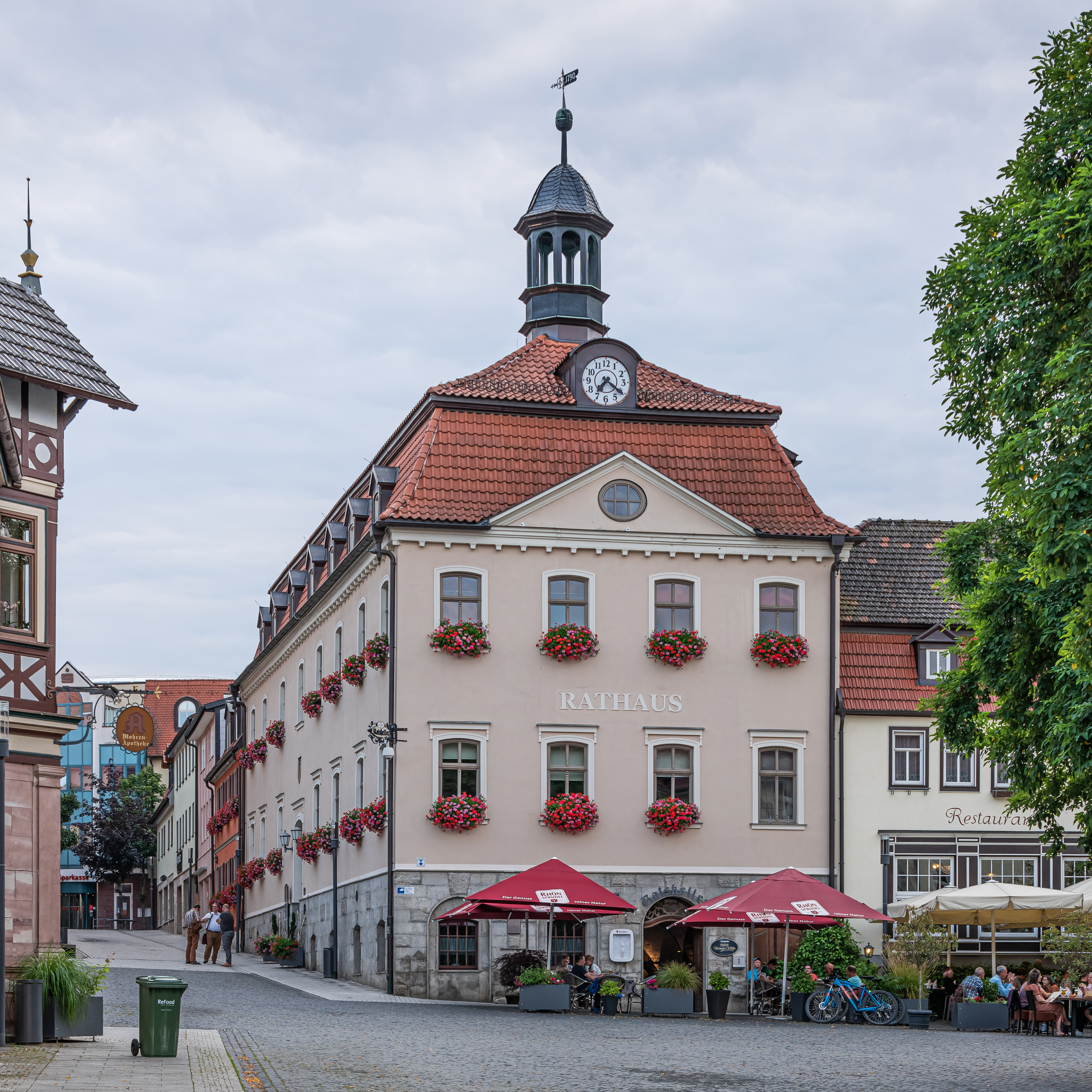
Rathaus

Blasonierung: „Auf blauem Grund ein Bischof in goldenem Ornat mit roten Schuhen, in der rechten Hand einen goldenen Krummstab und in der linken Hand ein rotes Buch mit schwarzem Kreuz.“
Bedeutung: Das älteste Stadtsiegel aus dem Jahre 1329 zeigt den Hl. Bonifatius in oben dargestellter Weise. Bonifatius war Missionsbischof und wirkte auch in Gebieten des heutigen Thüringen. Um der Kirche eine Struktur zu geben, gründete er die Bistümer Würzburg, Büraburg und das Bistum Erfurt, das aber nur zehn Jahre bestand und dann dem Erzbistum Mainz zugeschlagen wurde. Der Mainzer Erzbischof übte lange Zeit in Salzungen auch die weltliche Macht aus. Ebenso hatte das Kloster Fulda hier über Jahrhunderte großen Einfluss. Bonifatius erscheint als Schutzherr im Wappen Bad Salzungens. In der rechten Hand hält er den Bischofsstab und in der linken die Bibel. Da der Fuldaer Abt damals auch die weltliche Macht ausübte, tritt er als Schutzherr im Wappen auf.
Altes Wappen: Vom 1. Dezember 1949 bis 26. Juni 1991 führte die Stadt ein Wappen, das sich von dem historischen Wappen abwandte. Das Wappen zeigte auf blauen Grund ein silbernes Wellenband, einen roten Dreischalenbrunnen und zwei rote Mühlräder. Am 26. Juni 1991 hat die Stadtverordnetenversammlung der Stadt Bad Salzungen die Satzung über Wappen, Siegel und Farben der Stadt von 1949 außer Kraft gesetzt und die Weiterführung des historischen Wappens (1345–1945) beschlossen.

### Städtepartnerschaften
- Mezőkövesd (Komitat Borsod-Abaúj-Zemplén in Ungarn, seit 13. August 1969)
- Strakonitz (Südböhmische Region in Tschechien, seit 22. April 1977)
- Bad Hersfeld (Hessen in Deutschland, seit 3. März 1990)
- Ishøj (Region Hovedstaden in Dänemark, seit 31. Oktober 1994)

## Kultur und Sehenswürdigkeiten

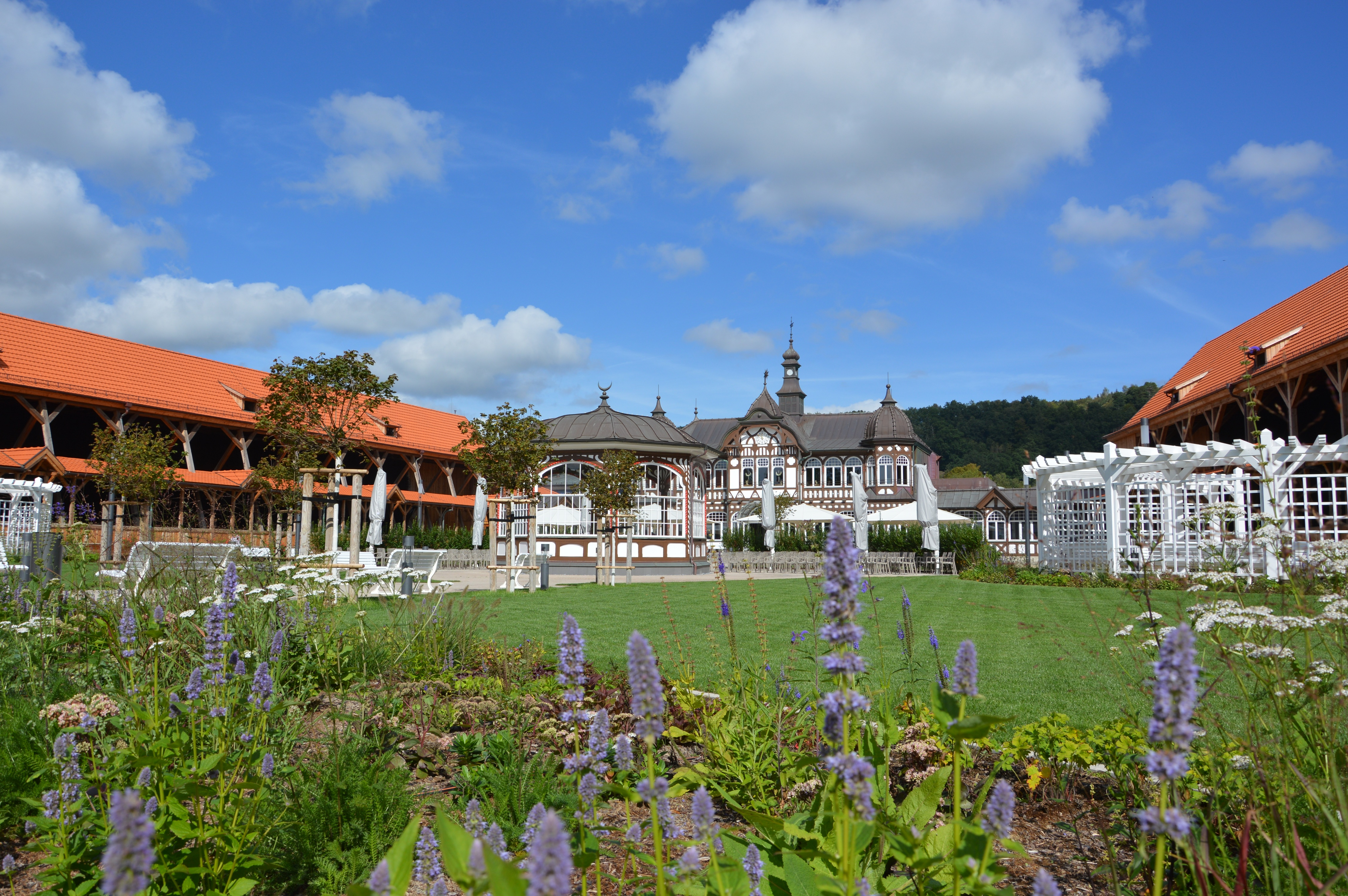
Das Gradierwerkensemble nach umfangreicher Sanierung (2023)

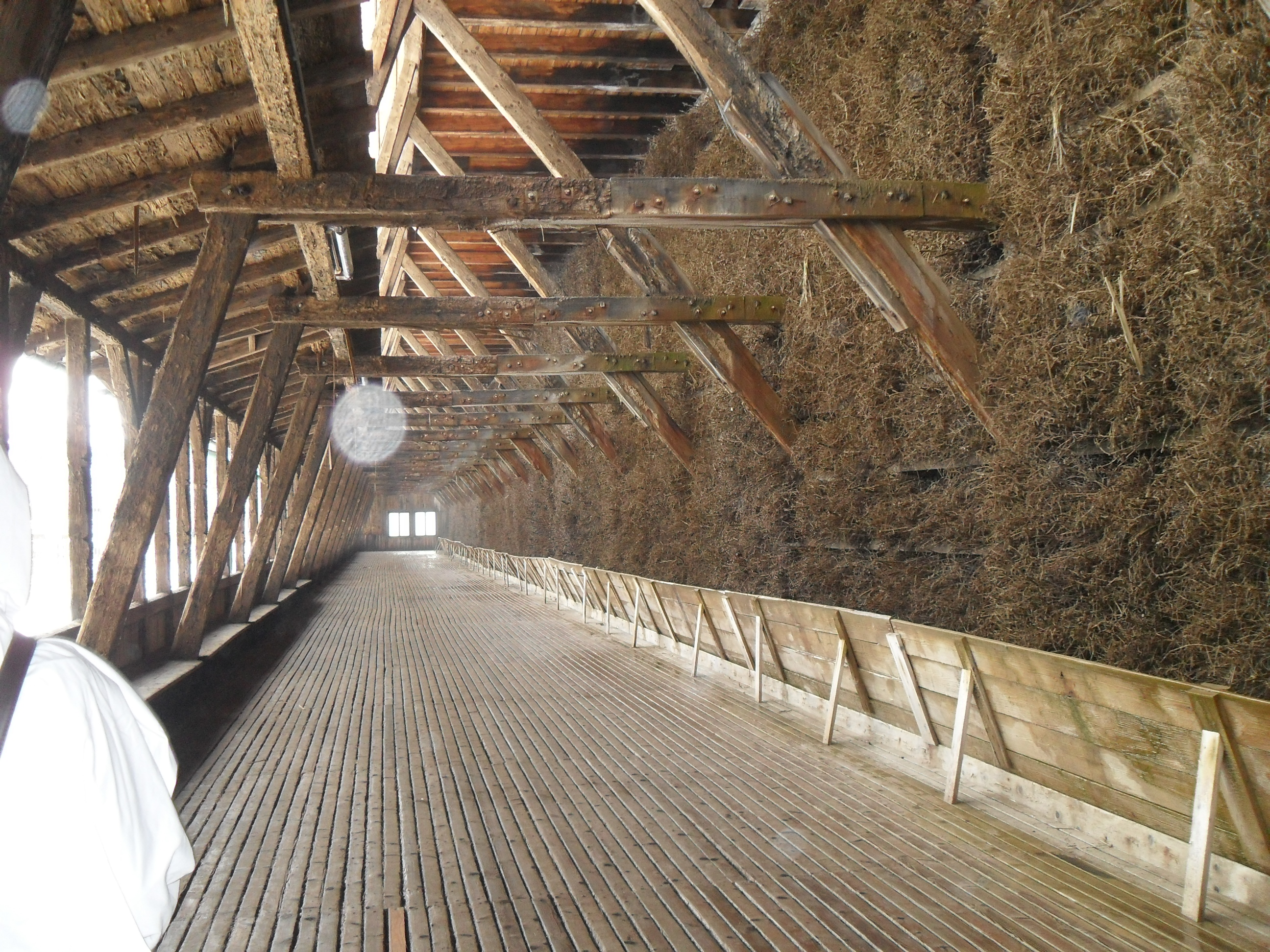
Im Gradierwerk

### Bauwerke
- Reste der Burg Frankenstein
- Kunstruine Frankenstein
- Schnepfenburg
- Reste der mittelalterlichen Salzunger Stadtbefestigung
- Haunscher Hof, Adelshof aus der Renaissance
- Gradierwerk mit historistischem Fachwerk-Mittelbau, ehemaligem Inhalatorium (jetzt Museum), Sole-Bohrturm und modernem Solebad Solewelt
- Kurhaus am Burgsee (jetzt Hotel und Burgseeklinik)
- Rathaus
- Bahnhof Bad Salzungen
- Planetarium
- evangelische Stadtkirche St. Simplicius, Bauende 1791
- katholische Kirche St. Andreas, geweiht 1923
- ehemalige Hospitalkapelle St. Wendel
- Ruine der Husenkirche
- Schloss Wildprechtroda im Ortsteil Wildprechtroda
- Krayenburg im Ortsteil Tiefenort
- Lutherhaus, Lutherkirche und Lutherdenkmal im Ortsteil Möhra

### Museen
- Museum am Gradierwerk[21]
- Museum Türmchen[22]

### Parks, Seen und Naturdenkmale

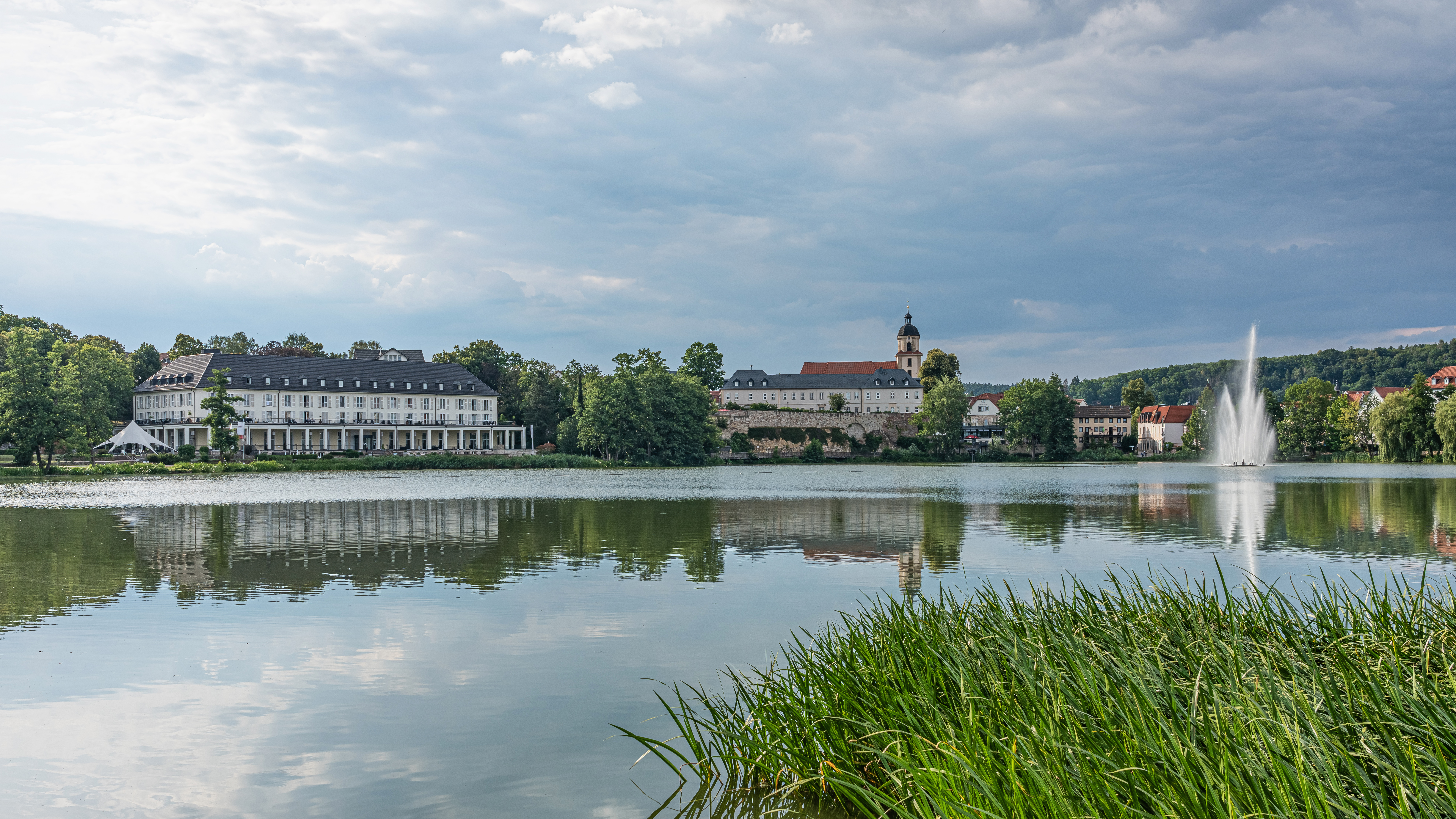
Der Burgsee und die Altstadt von Bad Salzungen

Bad Salzungen besitzt mit dem Rathenaupark einen weitläufigen Park, der den direkt an der Innenstadt liegenden Burgsee im Süden umschließt. Der Burgsee besitzt eine Fläche von 10,33 Hektar und ist 25,5 m tief. Eine Besonderheit ist der Erlensee – als Binnensalzstelle mit einer seltenen Halophytenflora wurde er schon 1940 als Naturdenkmal ausgewiesen. Des Weiteren befindet sich im Kurgebiet unweit des Gradierwerks der so genannte Puschkin-Park, der dem Verlauf der Werra folgt.
Die drei jeweils über 200 Jahre alten Stieleichen am Schwimmbad wurden 1956 als Naturdenkmal unter Schutz gestellt.

### Geschichtsdenkmale
Als Zeugnisse der Kirchengeschichte gelten die Reste des Allendorfer Klosters, die Stadtkirche, die Husenkirche und die ehemalige Hospitalkapelle St. Wendel.
Auf dem Gebiet der Stadt Bad Salzungen gibt es mehrere Denkmale, die sich aus unterschiedlicher Sichtweise mit der Geschichte des 19. und 20. Jahrhunderts auseinandersetzen. Einerseits wird der Opfer unter den Zwangsarbeitern, Kriegsgefangenen und KZ-Häftlingen im Zweiten Weltkrieg gedacht, andererseits wird an die in den beiden Weltkriegen gefallenen deutschen Soldaten erinnert:
- Ehrenfriedhof im Rathenau-Park mit Steinskulptur „Der Mahner“ von Erich Wurzer für 250 Opfer der Zwangsarbeit
- Gedenkstein auf dem Husenfriedhof an der Leimbacher Straße für 13 polnische Kriegsgefangene
- Gedenktafel auf dem Friedhof von Langenfeld in Erinnerung an 15 dort begrabene KZ-Häftlinge[24]
- Kriegerdenkmal im Rathenaupark: Das Denkmal für die Salzunger Gefallenen im Deutsch-Französischen Krieg von 1870 bis 1871 wurde am 23. Oktober 1904 in der damaligen städtischen Parkanlage eingeweiht und wurde in den darauf folgenden 100 Jahren noch dreimal aktualisiert. Jeweils nach dem Ersten und dem Zweiten Weltkrieg wurden zusätzlich die dabei gefallenen Soldaten in die Erinnerung einbezogen. Seinen letzten Stand erhielt das Kriegerdenkmal nach der Deutschen Wiedervereinigung und ist seitdem den Opfern aller Kriege gewidmet.

Daneben gibt es noch im Rathenaupark das Wucke-Denkmal, eine aus einem Rhöner Basaltblock gefertigte Gedenksäule, die am 30. April 1911 zum Gedenken an den Dichter und Heimat-, Sagen- sowie Dialektforscher Christian Ludwig Wucke eingeweiht wurde.

### Regelmäßige Veranstaltungen
Seit 1992 wird jährlich das Stadtfest gefeiert, welches die Stadt mit Unterstützung ortsansässiger Vereine ausrichtet.
Das Pressenwerk ist ein Klub in Bad Salzungen und ist auch über die Region hinaus bekannt. Seit 1996 gibt es hier regelmäßig Veranstaltungen von Houseparty über Film, Theater, HipHop, Rock, Pop, Jazz bis Chanson. (bisher u. a.: Rio Reiser, Mother Tongue, Nina Hagen, Fish, Chumbawamba, Stefan Stoppok, Anne Clark, Roger Chapman, Hans Söllner, H-Blockx, Jazzkantine, Ulla Meinecke, Blumentopf, Afrob, Napalm Death, Subway to Sally, In Extremo, Dive, Fehlfarben)

## Wirtschaft und Infrastruktur

### Gewerbegebiete
Das Gewerbegebiet Gewerbepark West befindet sich am westlichen Stadtrand von Bad Salzungen. Es verfügt über eine Gesamtfläche von 16,0 ha (Stand 2009). Das Gewerbegebiet Ober der Brück befindet sich am südlichen Ortsrand des Stadtteils Langenfeld. Es verfügt über eine Gesamtfläche von 40,0 ha (Stand 2009).

### Verkehr

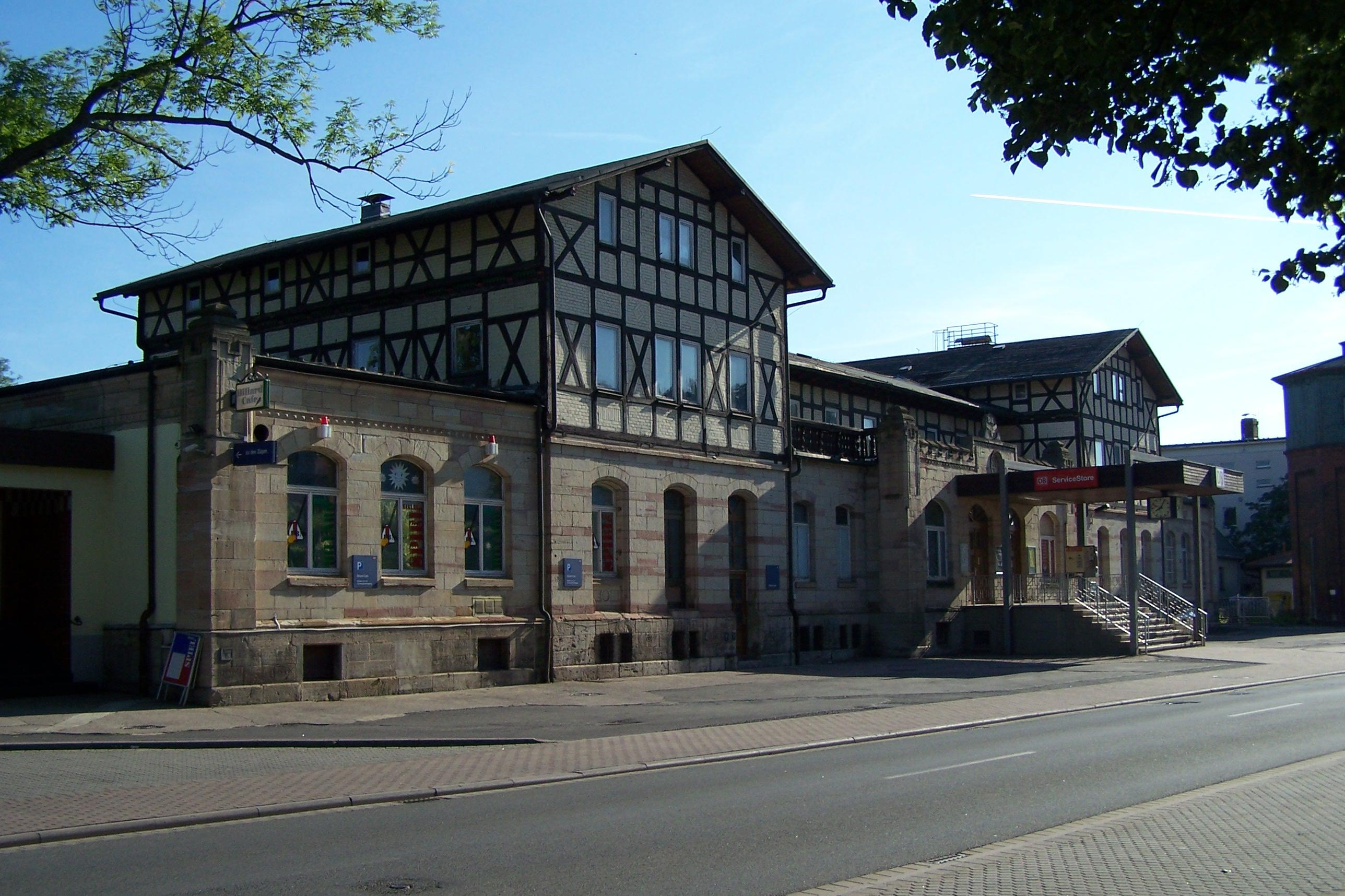
Das Bahnhofsgebäude von Bad Salzungen vor dem Umbau

#### Bahn
Der Bahnhof Bad Salzungen und die Haltepunkte Oberrohn und Ettenhausen liegen an der Werrabahn (Eisenach–Meiningen–Eisfeld). Bad Salzungen ist Ausgangspunkt der Bahnstrecke Bad Salzungen–Vacha, die jedoch ohne Personenverkehr ist.

#### Straßenverkehr
Durch die Stadt führt die Bundesstraße 62 im Abschnitt Bad Hersfeld–Barchfeld. Von dieser abzweigend beginnt im Stadtgebiet die Bundesstraße 285, welche ins unterfränkische Mellrichstadt führt. Weiterhin ist über die B 62 die nahe gelegene Bundesstraße 19 (Eisenach–Meiningen–Würzburg) zu erreichen. Die nächstgelegenen Autobahnauffahrten befinden sich jeweils ca. 30 Kilometer entfernt in Friedewald, Eisenach und Waltershausen (alle Bundesautobahn 4) sowie Meiningen (Bundesautobahn 71).

#### ÖPNV
Der Stadtbusverkehr sowie die Regionalbusse werden vom Verkehrsunternehmen Wartburgmobil (VUW) und dessen Partnern betrieben.
Stadt- und Ortslinien
Stand 12.12 2021
| Linie | Linienweg | Betreiber | Takt Mo–Fr  | Takt Sa      | Takt So/Ftg  |
| ----- | --- | --------- | ----------- | ------------ | ------------ |
| 51    | Busbahnhof – Klinikum – Ärztehaus (– Parkklinik) – Busbahnhof                                                                  | VUW       | 30'         | 60'          | 60'          |
| 52    | Busbahnhof – Schwimmbad – Kaltenborn – Stadtfriedhof – Hersfelder Str. – Busbahnhof                                            | VUW       | 60'         | kein Verkehr | kein Verkehr |
| 53    | Busbahnhof – Allendorf – Busbahnhof                                                                                            | VUW       | 30'         | 60'          | 60'          |
| 55    | Busbahnhof – Langenfeld – Hohleborn                                                                                            | VUW       | 4 Kurse     | kein Verkehr | kein Verkehr |
| 101   | Busbahnhof – Unterrhon/Hämbach – Tiefenort – Dönges – Frauensee                                                                | VUW       | ca. 60–120' | kein Verkehr | kein Verkehr |
| 191   | Busbahnhof – Unterrhon – Kupfersuhl – Ettenhausen – Möhra – Gräfen-Nitzendorf – Waldfisch – Gumpelstadt – Kloster – Busbahnhof | VUW       | 28 Kurse    | 1 Kurs       | 1 Kurs       |

Regionallinien
Stand 12.12 2021
Diverse Regionallinien verbinden Bad Salzungen mit den umliegenden Orten. Die Linien verkehren in der Regel im Taktverkehr:
- Linie 100 Richtung Vacha – Bad Hersfeld mit Anschlüssen über Linie 110 nach Geisa
- Linie 130 Richtung Dermbach mit Anschlüssen über Linie 132 und 133 nach Kaltennordheim, teilweise bis Kaltensundheim und Fladungen (Bayern)
- Linie 190 Richtung Barchfeld-Immelborn – Bad Liebenstein – Eisenach mit Anschlüssen über Linie 196 nach Trusetal, Brotterode und zum Rennsteig

#### Rad- und Wanderwege
Bad Salzungen liegt am Werratal-Radweg und ist Endpunkt
- des 28 Kilometer langen, von Eisenach kommenden Wanderweges Pummpälzweg,
- des 175 Kilometer langen Hochrhöners, eines Premium-Wanderwegs, der von hier durch das Biosphärenreservat Rhön nach Bad Kissingen führt.

### Kliniken

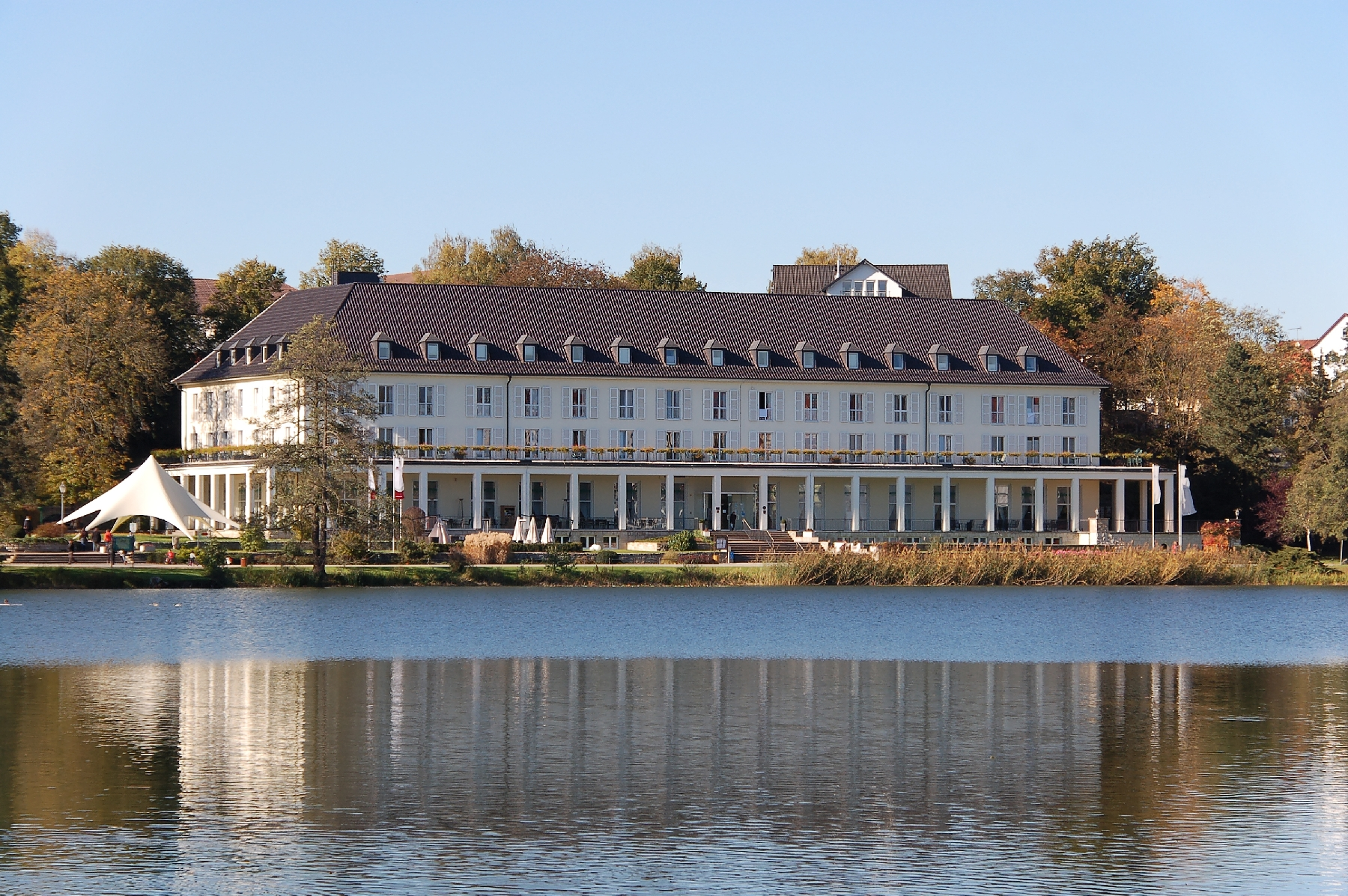
Burgseeklinik

- Das Klinikum Bad Salzungen in Trägerschaft des Wartburgkreises ist ein Krankenhaus der Grund- und Regelversorgung mit 422 Betten.
- Die privaten Asklepios Kliniken betreiben mit der Parkklinik und der Burgseeklinik zwei Rehakliniken.
- Die Kinderklinik Charlottenhall ist eine Rehaklinik für Kinder, die von der Charlottenhall Rehabilitations- und Vorsorgeklinik gGmbH betrieben wird.

### Medien
In Bad Salzungen erscheint die regionale Tageszeitung Südthüringer Zeitung, deren Inhalte zum größten Teil mit denen der Lokalausgabe der Regionalzeitung Freies Wort identisch sind.

### Staatliche Einrichtungen
Bad Salzungen ist Sitz des Landratsamtes des Wartburgkreises sowie des Amtsgerichts Bad Salzungen, das zum Bezirk des Landgerichts Meiningen gehört. In der Werratal-Kaserne ist das Panzergrenadierbataillon 391 sowie die 2. Kompanie des Versorgungsbataillons 131 Bad Frankenhausen der Bundeswehr stationiert, sie unterstehen der Panzergrenadierbrigade 37 „Freistaat Sachsen“ in Frankenberg. Die Agentur für Arbeit ist mit einer Geschäftsstelle in Bad Salzungen vertreten.

### Bildung
Das Dr.-Sulzberger-Gymnasium ist das einzige Gymnasium der Stadt mit etwa 780 Schülern. In Bad Salzungen befinden sich außerdem vier Grundschulen, drei Regelschulen, die Hauptstelle der kommunalen „Musikschule Wartburgkreis“ sowie der Volkshochschule des Wartburgkreises, ein staatliches Berufsbildungszentrum mit medizinischer Fachschule, zwei Förderschulen sowie eine höhere Berufsfachschule für Physiotherapie.

### Wasserversorgung und Abwasserentsorgung

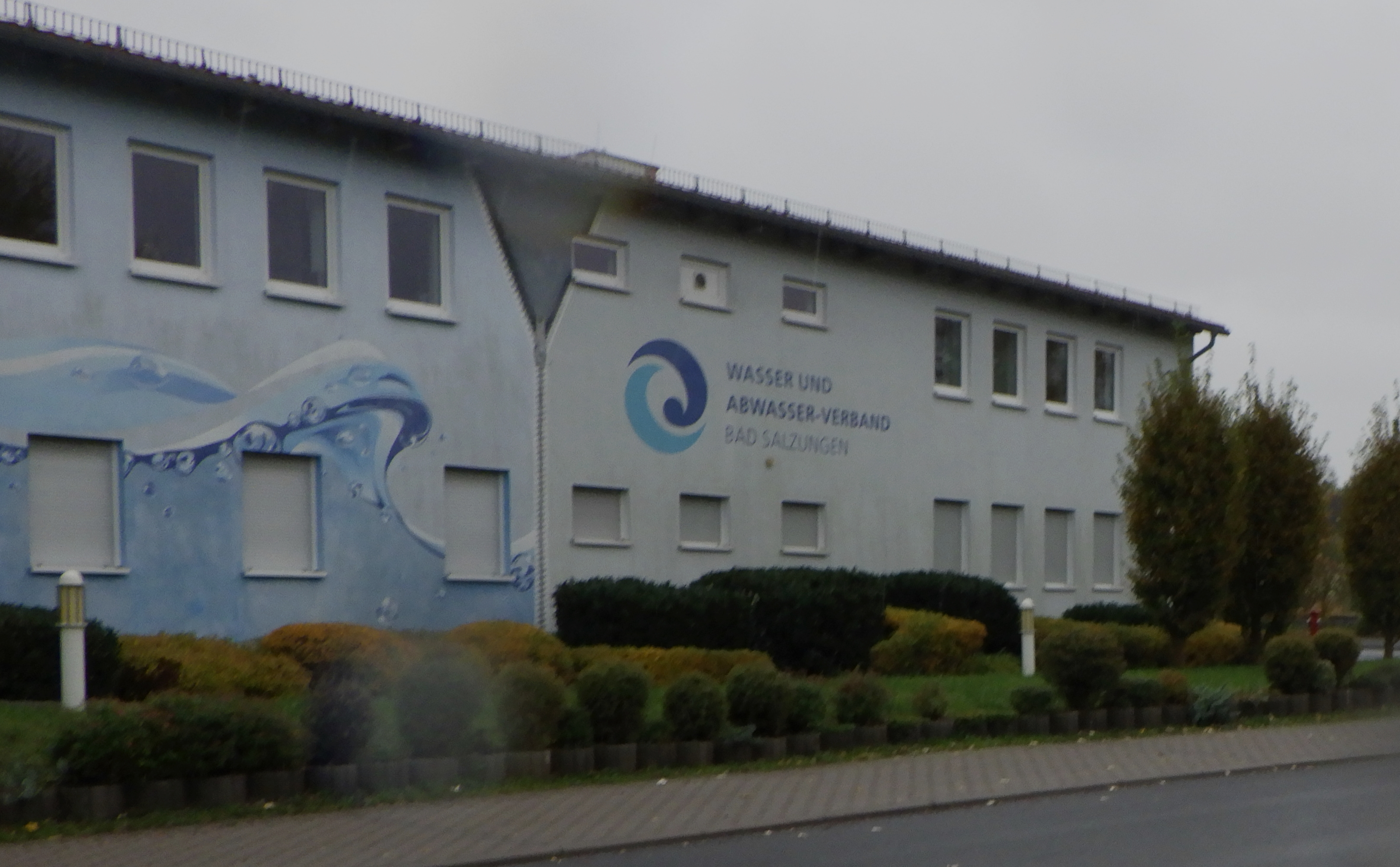
Verwaltungsgebäude des Wasser- und Abwasserverbandes

Die Stadt Bad Salzungen ist Mitglied im Wasser- und Abwasserverband Bad Salzungen. Dieser hat seinen Sitz in der Stadt.